# Liaena Hernández Martínez
Liaena Hernández Martínez é a mais jovem membro da Assembleia Nacional de Cuba. Durante a abertura da Assembleia Nacional Cubana de 2008, após as eleições legislativas de 2008, "a legisladora de dezoito anos Liaena Hernandez Martínez leu o juramento em que cada membro da nova legislatura prometeu a sua lealdade ao país e observar e fazer cumprir as leis e todas as normas jurídicas”. Após a eleição, Hernández afirmou: "O nosso principal objetivo é preparar-mo-nos para cumprir a nossa missão".